# Светиня (Требнє)
Светиня (словен. Svetinja) — поселення в общині Требнє, регіон Південно-Східна Словенія, Словенія.